# Liste der Monuments historiques in Hodent
Die Liste der Monuments historiques in Hodent führt die Monuments historiques in der französischen Gemeinde Hodent auf.

## Liste der Bauwerke
| Bezeichnung            | Beschreibung | Standort | Kennzeichnung | Schutzstatus | Datum | Bild           |
| ---------------------- | ------------ | -------- | ------------- | ------------ | ----- | -------------- |
| Kapelle Ste-Marguerite |              | (Lage)   | PA00080093    | Inscrit      | 1953  | weitere Bilder |

## Liste der Objekte
- Monuments historiques (Objekte) in Hodent in der Base Palissy des französischen Kultusministeriums